# Антиминс

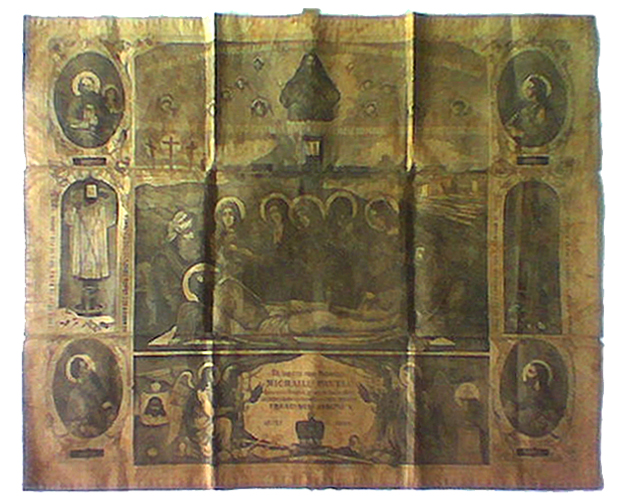
Румынский антиминс из Орадя (Трансильвания), 1890.

Антими́нс (др.-греч. ἀντί — вместо и лат. mensa — стол, трапеза: «вместопрестолие») — в православии четырёхугольный, из шёлковой или льняной материи, плат со вшитой в него частицей мощей какого-либо православного мученика, лежащий в алтаре на престоле; является необходимой принадлежностью для совершения полной литургии. Одновременно он является также и документом, разрешающим совершение литургии.
Во время литургии на антиминс ставятся сосуды для Причастия.
На современных антиминсах изображаются положение во гроб Иисуса Христа после снятия с Креста, орудия казни и четыре евангелиста (по углам плата). В древности (и ныне у старообрядцев) на антиминсе изображался лишь крест.

## Общие сведения
В силу того, что в антиминсе, как и в престоле, есть частица мощей, то в чрезвычайных ситуациях он может заменять собой престол, что позволяет закончить литургию в более благоприятных условиях. Также это свойство позволяет совершать литургию при отсутствии должным образом освящённого престола.

Если, когда служит иерей Божественную службу, загорится церковь, или от бури, или по какой другой причине начнёт падать её верх, пусть он осторожно с антиминсом возьмёт Святые [Дары], и выйдет из церкви, и на другом подобающем месте на том же антиминсе пусть закончит Божественную службу, продолжив с места, где остановился.
Оригинальный текст (церк.-сл.)Аще служащу іерею б҃жественную службу, ц҃рковь возгоритсѧ, или ѿ бури, или иныѧ ради вины верхъ пастисѧ начнетъ, сохраннѡ со антїминсомъ да возмет с҃таѧ, и да изыдетъ из ц҃ркве, и на ином мѣстѣ честномъ, на томже антїминсѣ да совершитъ б҃жественную службу, наченъ ѿ мѣста, егѡже исходѧ преста.
— Известие учительное // Служебник. — М.: Издательский Совет Русской Православной Церкви, 2003. — С. 445. — 464 с.
К антиминсу, как и к престолу, могут прикасаться только лица, имеющие духовный сан. Для этого: диакон должен быть в полном облачении (стихарь, орарь и поручи), а на священнике должны быть епитрахиль и поручи (во внебогослужебное время фелонь необязательна)..
Антиминс является собственностью архиерея и средством разрешения проведения богослужений в его отсутствие. Всякий раз, когда архиерей посещает церковь или монастырь в его юрисдикции, он входит в алтарь и проверяет антиминс, чтобы убедиться, что о нём должным образом заботятся, и что это на самом деле тот, который он выдавал.

Для того, вероятно, придуманы антиминсы… дабы они вполне заменяли принадлежности святого жертвенника и доски святой трапезы… и вместе дабы свидетельствовали, что с епископского дозволения в молитвенном доме совершается священнодействие.
— Патриарх Феодор IV Вальсамон

### Употребление в богослужении
В богослужении антиминс употребляется только на литургии. На сугубой ектении священник раскрывает илитон и нижнюю часть завёрнутого в него антиминса. Во время прошения о Патриархе и правящем архиерее священник целует на антиминсе подпись архиерея в знак того, что он совершает литургию по его благословению. На ектении об оглашенных антиминс открывается полностью, а затем крестообразно осеняется антиминсной губкой. С Великого входа на раскрытый антиминс ставятся потир и дискос.
Чтобы на антиминсе и илитоне не осталось крошек, после причащения мирян они собираются губкой и потребляются священником. Далее, перед прочтением заамвонной молитвы губка вкладывается в антиминс, а сам он дважды складывается втрое так, что, когда он развёрнут, складки образуют крест (см. верхнее фото). Сложенный антиминс, находясь в илитоне, таким же образом накрывается им, а сверху кладётся напрестольное Евангелие.
Подобным же образом антиминс используется и на литургии Преждеосвященных Даров.

### Освящение антиминса
Для проведения богослужений антиминс должен быть освящён и подписан правящим архиереем епархии, в которой находится храм. Освящение антиминса обычно проводится при освящении нового храма или при служении архиерея в кафедральном соборе (в этом случае освящаются сразу несколько антиминсов, которые рассылаются в храмы, освящение которых архиерей не может совершить лично). Порядок совершения церковного обряда освящения антиминса находится в Чиновнике архиерейского священнослужения.

## История
В раннехристианские времена литургию совершали в катакомбах на гробах мучеников. Впоследствии, после прекращения гонений на христиан (с VIII века) и при увеличении количества храмов, часть мощей, согласно 7-му Правилу Седьмого Вселенского Собора, начали вкладывать в появившиеся престолы (в специальные ковчежцы), что стало обязательной частью чина освящения храма. Позже частицы мощей, закатывая в воскомастих, начали вшивать также и внутрь антиминса.
Первоначально антиминсами были переносные столики, а то и просто доски, они использовались при совершении богослужения вне храмов, освящённых по полному чину. Часто они применялись в походных условиях, а также, в особых случаях, и в храмах, в которых по каким-либо причинам невозможно было совершить полного освящения.
Особое распространение антиминсы-доски с иконографическими изображениями, а также тканные платы, получили в период иконоборчества (VIII—IX вв.), так как в Православии с древности установился обычай совершения литургии только на мощах святых, в то время как иконоборцы выступали против почитания мощей и уничтожали их.
Архиепископ Фессалоникийский Симеон о священных антиминсах пишет следующее:

Антиминсы делаются из льняной ткани и употребляются вместо священной трапезы. Они шьются и изготовляются предварительно, как надлежит по Уставу, и на них совершается всё то же, что и на Божественной трапезе. Когда нужно, по усмотрению архиерея, они, совершенно освящённые, посылаются в места, где нет жертвенника, и на них совершается божественное священнодействие Таин.
— Симеон Солунский
С IX века антиминсы стали употребляться повсеместно как в западной, так и восточной частях Церкви. В греческой Церкви постепенно остались в употреблении только тканевые антиминсы, хотя позднее появлялись деревянные с живописной резьбой антиминсы, но они были исключением. В России также сохранилось несколько резных экземпляров.
С XII века антиминсами стали пользоваться повсеместно, даже в храмах, которые были освящены по полному чину, а уже в XIII веке в Номоканоне было зафиксировано правило, по которому священник обязывался служить на подписанном епископом антиминсе и предписывалось наказание за совершение литургии без такого антиминса. Об обязательности пользования антиминсом в греческой Церкви говорит тот факт, что в более позднее время от имени Константинопольского патриарха их распределял по церквям человек со специально учреждённой для этого должностью «Начальника антиминсов» (ὁ ἄρχων τῶν ἀντιμινσίων); он же отвечал за их изготовление.

### Антиминс вРусской Церкви

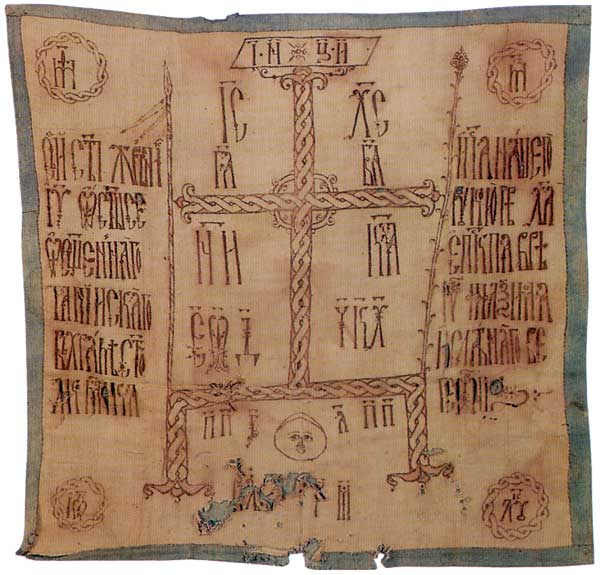
Сербский антиминс XVI века, образец исполнения древнего рисунка

Древнейшие антиминсы были писанными, рисунок и надпись об освящении составлялись от руки. Квадратные по форме льняные платы изготовлялись церковно- или священнослужителями местной соборной церкви. Рисунок представлял собой разные варианты изображения креста (4-х, 6-и, 8-конечного). Надпись, произвольно наносившаяся по краям плата, сообщала:
- Дату освящения
- Имя храма (престола)
- Имя епископа, преподавшего антиминс
- Имя светского владыки (князя, царя), в области которого находился храм, куда предназначался данный антиминс.

Иногда в надписи указывалось имя храмоздателя (ктитора) и лиц, присутствовавших при освящении храма: бояр, келаря, казначея и т. д. Некоторые надписи обходились только датой освящения и именем светского владыки.
Самый известный из сохранившихся антиминсов (1148—1149) принадлежал Георгиевскому собору города Юрьева-Польского. Другой, принадлежавший собору святого Николая Чудотворца в Новгороде, имеет надпись, в которой упоминаются святитель Нифонт, епископ Новгородский и Великий князь Юрий Долгорукий.
До XVII века антиминсы в России приколачивались к престолу особыми деревянными гвоздями, либо пришивались прямо к его облачению. С XVII века стали подражать практике греческой церкви, в которой с древности во время богослужения использовался особый плат на престоле — илитон. Во внебогослужебное время антиминс стали складывать и заворачивать в этот плат.

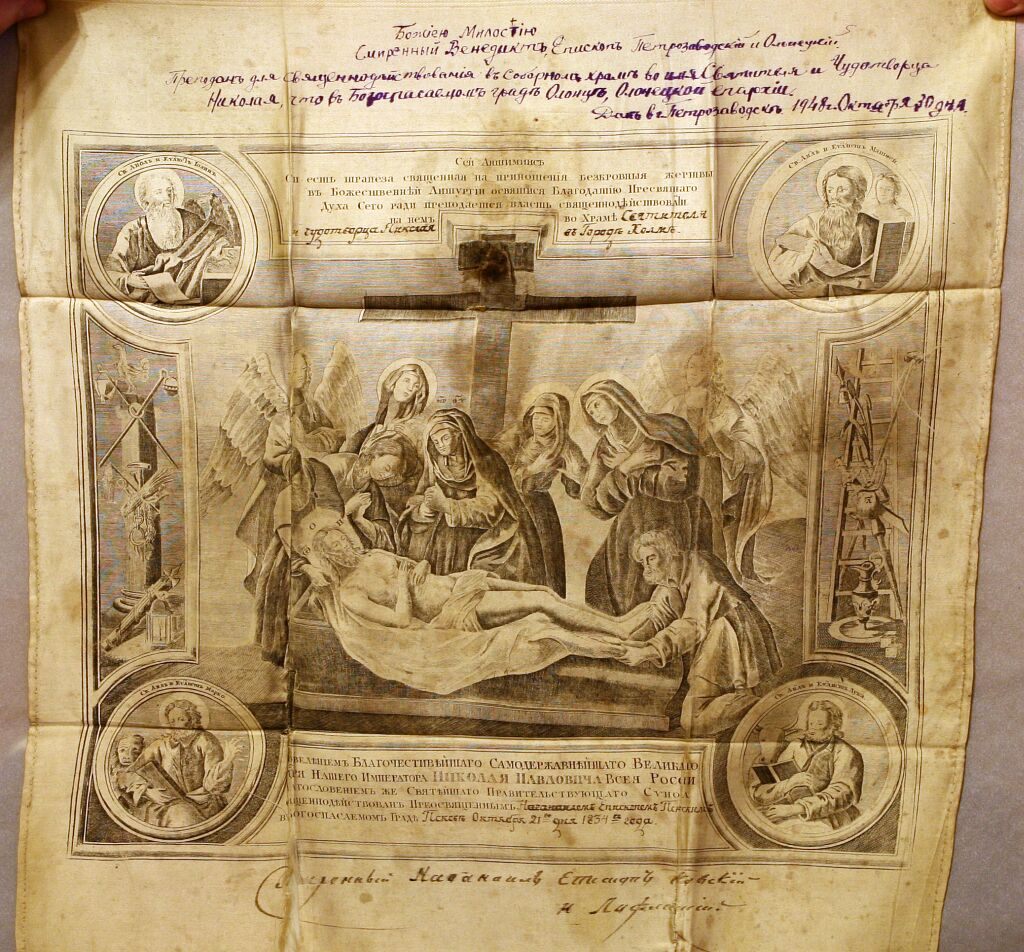
Антиминс, первоначально освящённый при Николае I в 1834 году для храма города Холм. В верхней его части надпись: «Божией Милостию смиренный Венедикт, епископ Петрозаводский и Олонецкий. Преподан для священнодействования в соборном храме во имя святителя и чудотворца Николая в богоспасаемом граде Олонце, Олонецкой епархии. Дан в г. Петрозаводск 1948 г. Октября 30 дня».

С первой половины XVII века в России стали появляться так называемые гравированные антиминсы. Для такого антиминса изображения, символы и неизменяемые части реквизитов надписи об освящении («бланк») печатались на ткани (как правило, шёлковой) специальным гравировщиком. Впервые они появились на юге, в 1620-х годах братчики Киева начали их массовое изготовление для нужд православных церквей, бывших тогда в сложном положении в связи с польским господством на Украине.
В марте 1675 года Московский собор Русской Церкви под председательством патриарха Иоакима закрепил обязательное использование антиминса на литургии — и их стали изготавливать на Московском печатном дворе. До конца первой четверти XVIII века изготовлением и рассылкой антиминсов ведал дьяк Патриаршего Казённого приказа. На эти его функции был организован особый сбор с приходов.
Печатные антиминсы стали делаться практически по одному образцу. Общеупотребительным становится изображение «Положение Иисуса Христа во гроб». Надпись стала располагаться на верхнем и нижнем поле. Появился набор стандартных словесных формул для предварения архиерейской подписи: «рукою властною…», «рукою многогрешною…». Среди этих формул появилась и та, с которой сегодня начинаются подписи архиерея (в том числе патриарха) Русской Церкви: «Божиею милостью, смиренный…».
Под влиянием новых течений в искусстве, до XVIII века изображение на антиминсе все более усложнялось и дополнялось новыми иконографическими мотивами. В 1855 году Святейшим Синодом Российской империи был разработан окончательный вариант печатного образца, был утверждён единый рисунок печати и установлена одна словесная формула для подписи об освящении. Современная надпись формально незначительно, но по сути существенно отличается от образца 1855 года. На современных печатях антиминсов исчезло именование императора (и соответственно его титула), а именование Священного Синода заменено именем (также печатается типографским способом) Святейшего Патриарха, несколько изменилась последовательность реквизитов, относящихся к освящённому храму и их формулировок.
В настоящее время, если храм освящается полным (архиерейским) чином, то архиерей освящает антиминс именно для этого храма. Когда антиминс в процессе употребления ветшает, то по существующей процедуре, его заменяют в епархиальном управлении (в царской России его меняли в Духовной консистории). Старые антиминсы, как правило, хранились на приходах — в алтаре или ризнице как святыни. В 1735 году вышло постановление Синода, по которому предписывалось отсылать вышедшие из употребления антиминсы в ризницы кафедральных соборов или церквей архиерейских домов. Указ 1842 года учреждал ведение реестров хранения антиминсов.

#### Антиминс устарообрядцев
Старообрядческие «антимисы» (буква «н» не пишется в соответствии со старопечатными богослужебными сборниками, каким является, в том числе, «Чин освящения церкви») представляют собой небольшие квадратные кусочки холста, в центре которых изображён восьмиконечный трисоставный Крест. На широком поле вокруг Креста по краям антимиса помещена надпись об освящении антимиса. Формулировка надписи берётся из богослужебного сборника первой половины XVII века «Великий (или Большой) потребник». Частица мощей (сохранились в некоторых старообрядческих церквях, например, в Покровской общине на Рогожском кладбище в Москве) святых мучеников вшивается в верхнюю часть антимиса. Крест и надпись на антимисе рисуются от руки, реже наносятся по трафарету.
Характерная особенность, отличающая применение старообрядческого антимиса от православного антиминса, — во время освящения храма антимис пришивается архиереем (или действующим по его благословению священником) за четыре угла (символ четырёх евангелистов) к нижнему облачению престола, которое в православном обиходе называется «срачицей».
Таким образом, когда престол окончательно облачается в верхнюю ризу (индитию, её видят прихожане, глядя на престол сквозь открытые Царские врата иконостаса), антимис оказывается скрытым под ней. Те действия, которые совершает православный священник с антиминсом во время литургии, сворачивая и разворачивая его, старообрядческий производит с литоном (у православных он называется «илитон», и в него заворачивается антиминс), который расстилается поверх индитии, над тем местом, где пришит антимис, на него и поставляются сосуды со Святыми Дарами.
Старообрядческое духовенство считает ошибкой принятую практику Православной церкви использования антиминса вместо литона.

## Антиминс в других церквях

### Антиминс вкатоличестве
В западной христианской традиции антиминс отсутствует, его функцию исполняет корпорал.

#### Антиминс угреко-католиков(униатов)

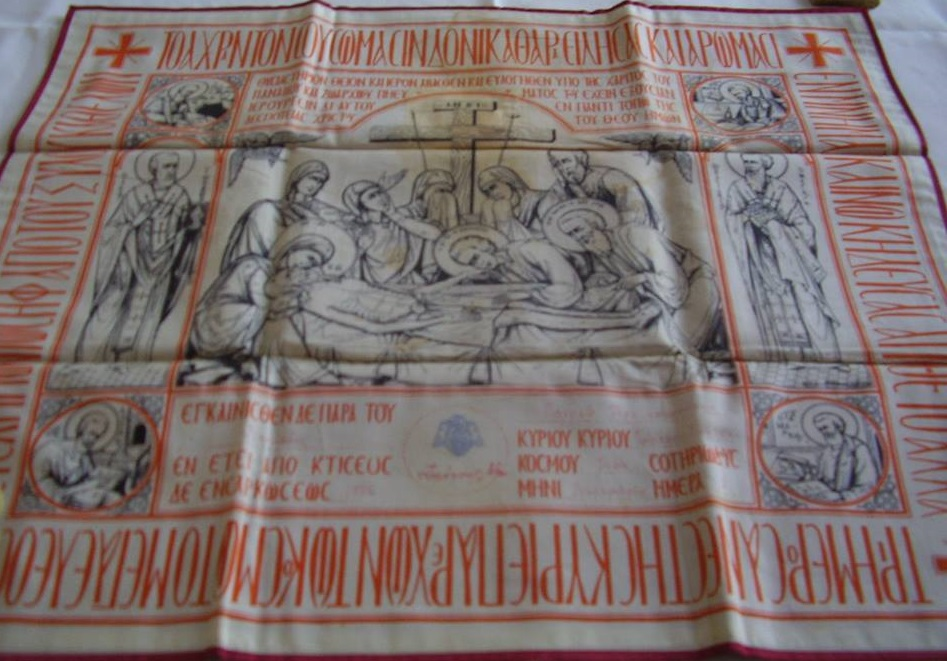
Украинский греко-католический Антиминс, напечатанный по эскизу о. Ювеналия Мокрицкого

Униатские антиминсы отличаются от православных тем, что на них в нижней части ставится печать изображения личного герба правящего епископа. Большинство современных антиминсов, используемых в УГКЦ, выполнены по эскизу Ювеналия Мокрицкого.

### Антиминс унехалкидонитов
Эквивалентом антиминса в церквях сирийской традиции является деревянная дощечка ţablîtho (в Ассирийской церкви Востока не используется).
В Эфиопской православной церкви используется tâbot, функционально похожий на ţablîtho. Этим словом в языке геэз также описывается Ковчег Завета. Ковчег символически представлен в виде шкатулки (manbara tâbôt — «трон Ковчега»), стоящей на алтаре. Сам tâbot, деревянный планшет, вынимают перед анафорой, что символизирует дарование десяти заповедей.
В Коптской православной церкви эквивалентом антиминса является деревянная дощечка maqta‘ or al-lawh al-khashab. Обычно она украшена крестом и буквами на коптском языке между рукавами креста, которые означают «Иисус Христос Сын Божий».